# Schweizerbaukasten

Etikett eines Schweizerbaukastens

Der Schweizerbaukasten ist ein Kinderspielzeug aus der Schweiz. Es wurde von dem Schweizer Architekten Carl Zweifel 1915 entwickelt und auf den Markt gebracht.

## Geschichte
1915 entwickelte Carl Zweifel einen Baukasten aus Holz, dem er den Namen «Schweizerbaukasten» gab. Im selben Jahr erhielt er für diesen Baukasten einen Preis bei dem Spielwarenwettbewerb des Schweizerischen Werkbundes. Der Schweizerbaukasten wurde mehrere Jahre mit Erfolg auf der Mustermesse Basel ausgestellt.
Der Erfolg des Schweizerbaukastens brachte Zweifel dazu, seine Tätigkeit als Architekt aufzugeben und sich ganz der Spielzeugherstellung zu widmen. Den Schweizerbaukasten entwickelte er in mehreren Varianten weiter, beispielsweise zum Holzbaukasten «Zweifel’s Schweizerstädtchen».

## Beschreibung
Ein Schweizerbaukasten besteht aus einer Holzkiste mit einem Schiebedeckel. Die einfacheren Baukästen sind einlagig, die komplexeren enthalten mehrere übereinander gestapelte Lagen mit Holzbausteinen. 
Die Holzbausteine haben unterschiedliche Formen und Grössen. Neben einfachen Quadern gibt es auch Säulen, Brücken und Bausteine mit Dachschrägen. Einige Bausteine sind einfarbig weiss, andere bunt bemalt, teilweise auch mit architektonischen Details wie Türen, Fenstern oder einer Turmuhr. 
Somit lassen sich mit einem Baukasten verschiedene Arten von Häusern bauen. Ein Beiheft gibt verschiedene Anleitungen zum Nachbauen. Es enthält jeweils Grund- und Aufrisse und eine Fotografie des fertigen Gebäudes. Das Kind wird so spielerisch zum Architekten, indem es die beigefügten Pläne zu verstehen lernt, und zum Baumeister, der nach den Plänen das fertige Haus aufbaut.